# Эйтс, Джеймс
Джеймс Эйтс (англ. James Eights; 1798 — 1882) — американский учёный и исследователь Антарктики.

## Биография
Джеймс Эйтс родился в Олбани, штат Нью-Йорк, в семье врача Джонатана Эйтса. Джеймс, также как отец, выбрал профессию врача. Будучи студентом и ассистентом Амоса Итона, он помог ему завершить исследования вдоль канала Эри.
Получил профессию натуралиста и хирурга, Эйтс отправился в своё первое путешествие, полное открытий, сделанных за пределами США. Позже он был членом «Экспедиция 1830 года», совершившей плавание в Южное полушарие, к берегам Антарктиды. Эйтс описал места, которых достигла экспедиция и стал первым, кто охарактеризовал геологию района и сделал первые открытия ископаемых в Антарктике.
Вернувшись в США, Эйтс опубликовал некоторые из материалов экспедиции. В дальнейшем ему не удалось стать участником каких-либо экспедиций. Позже он работал геологом, землемером и создал акварели и наброски Олбани, благодаря которым он сейчас наиболее известен. Считается, что он не занимался медицинской практикой после антарктической экспедиции. Эйтс никогда не женился и последние годы прожил в доме сестры. В 1882 году он умер.

## Память
Имя Эйтса носит побережье в Антарктиде — берег Эйтса.